# Eucremastoides angelovi
Eucremastoides angelovi là một loài tò vò trong họ Ichneumonidae.